# 청주 한씨 문익공파 묘역
청주한씨 문익공파 묘역(淸州韓氏 文翼公派 墓域)은 대한민국 경기도 시흥시 거모동에 있는 조선시대의 묘역이다. 1997년 5월 16일 경기도의 기념물 제163호로 지정되었다.

## 개요
조선 중기의 문신이며 인조의 장인인 한준겸(1557∼1627) 선생의 묘역을 중심으로 그의 아들 한회일과 손자 한이성, 증손자 한두상의 묘가 함께 있다.
한준겸은 선조 18년(1585) 과거에 급제한 후 관직생활을 시작했으며, 정여립 모반사건 때 정여립의 사위 이진길을 천거한 일로 한때 옥에 갇히기도 하였다.
이후 대사헌·병조참판 등 국가요직에서 관직생활을 하였고, 딸이 왕비(인열왕후)가 된 후 서평부원군에 봉해졌다.
인조 2년(1624) 이괄의 난이 일어나자 왕을 공주(公州)까지 모시고 갔으며, 정묘호란 때는 왕자를 진주까지 모셨다.
묘 앞에는 제물을 놓고 제사를 지내기 위한 상석(床石), 장명등(長明燈:무덤 앞에 있는 돌로 만든 등)이 있고, 좌우에는 문인석과 망주석(望柱石:멀리서도 무덤이 있음을 알 수 있게 해주는 돌기둥) 등이 갖추어져 있다.
묘역 아래에는 효종 3년(1652)에 세운 신도비(神道碑:왕이나 고관 등의 평생 업적을 기리기 위해 무덤가에 세우던 비)가 있는데, 비문은 이정구가 짓고 오준이 글씨를 쓴 것이다.

## 같이 보기
- 한준겸

## 참고 자료
- 청주한씨 문익공파 묘역 - 국가유산청 국가유산포털